# Luis Perlotti
Luis Perlotti (Buenos Aires, 23 de junio de 1890-Punta del Este, Uruguay, 25 de enero de 1969) fue un escultor argentino. La casa en que vivía en Buenos Aires, ubicada en la calle Pujol 644 del barrio de Caballito, ha sido convertida en el Museo de la Escultura de la ciudad.

## Biografía
Nacido en una familia de trabajadores inmigrantes italianos, realizó sus primeros estudios como artesano y escultor en la mutual Unione e Benevolenza donde preparó su ingreso a la Academia Nacional de Bellas Artes.
Integró un grupo de artistas con Benito Quinquela Martín, Alfonsina Storni (a quien le levantó su famoso monumento), entre otros, que solían reunirse en la célebre "peña" del Café Tortoni.
Fue influenciado por Eduardo Holmberg, Juan B. Ambrosetti y Ricardo Rojas, para incorporar tradiciones y líneas artísticas originales tomadas de las tradiciones americanas. Con ese fin, a partir de 1925 comenzó a realizar viajes por América y, en especial, al Altiplano andino, muy presente en toda su obra, de inspiración indigenista.
Ha realizado obras de gran envergadura para su exposición pública, como el famoso monumento a su amiga la poetisa Alfonsina Storni, ubicado frente al lugar en que se suicidó, en Mar del Plata; el Monumento a Mitre, en la ciudad de Corrientes; el monumento a Los Libres del Sur, en la ciudad de Chascomús, El retorno a la patria, en el Valle de Uco, en la localidad de Tunuyán, (Mendoza); el monumento a Los Andes, en el Parque Los Andes de la ciudad de Buenos Aires, etc.
En 1969, Perlotti donó su casa-taller a la Ciudad de Buenos Aires para convertirla en museo. Poco después murió en el hospital Británico de Montevideo víctima de un accidente de tránsito en Punta del Este, Uruguay, frente al casino.

## Obra

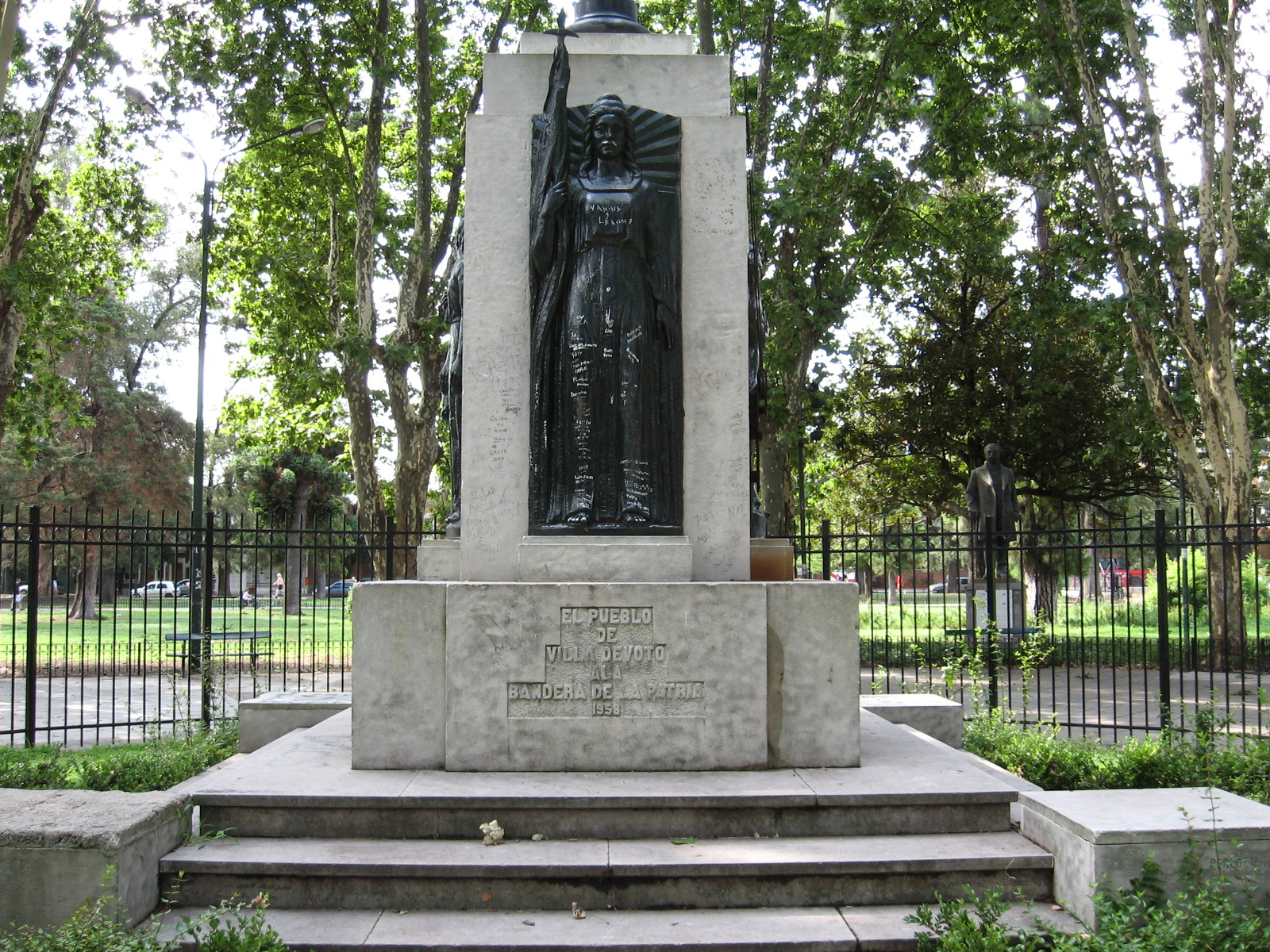
Mástil central de la plaza Arenales, Ciudad de Buenos Aires.

Existen obras suyas expuestas permanentemente en público en:
- Ciudad de Buenos Aires:
  - Plaza Primera Junta: Monumento al barrio de Caballito (incluye una réplica de la veleta histórica que dio nombre al barrio) y dos bajorrelieves. La veleta fue terminada luego de su muerte por su discípulo Juan Carlos Ferraro.
  - Caminito: Busto de Juan de Dios Filiberto
  - Café Tortoni: Busto de Juan de Dios Filiberto
  - Parque Los Andes: Monumento a Los Andes. El monumento Los Andes, fue realizado en bronce en 1941 por Perlotti y representa a las etnias Calchaquí, Tehuelche y Ona, que de norte a sur habitaron la zona de la cordillera andina.
  - Estación Plaza Miserere (línea A de subterráneo): Monumento a la Madre.
  - El Tambor de Tacuarí La pieza original fue realizada en yeso en el año 1929 y se encuentra en la calle Camargo frente a la seccional de Policía 27 de la Ciudad Autónoma de Buenos Aires. De esta pieza se realizaron tres copias en bronce que se encuentran distribuidas en distintos puntos del país; uno en Concepción del Uruguay, Entre Ríos; otro en el portal de entrada del Círculo Militar y el tercero en el Colegio Militar de la Nación en la ciudad de El Palomar. Dichas copias fueron hechas por encargo al Arsenal de Guerra.
  - Parque Rivadavia: Monumento a la Madre , inaugurado el 15 de octubre de 1965, con motivo de festejarse el Día de la Madre.
  - Plaza Irlanda:  Monumento-mástil a la Confraternidad argentino-irlandesa (relieve en bronce) inauguración 16 de noviembre de 1935.

- Mar del Plata:
  - Monumento a Alfonsina Storni: ubicada frente al mar, en el paseo Dávila de La Perla, donde la famosa poetisa se suicidó. Creada en 1942, la figura tallada en la piedra está acompañada por los versos del poema "Dolor", escrito por la escritora en 1925.
  - Monumento a Florentino Ameghino. Ubicado también en el paseo Dávila.
- Bragado:
  - Monumento a Eugenio del Busto (fundador de la ciudad) en la Plaza 25 de Mayo.
- Luján cuenta con varias obras valiosas:
  - En la Asociación Cultural y Biblioteca Ameghino: bustos de Florentino Ameghino y de Domingo Sarmiento, ambos en yeso; y una reproducción en bronce de su obra "Viejo".
  - En el Complejo Museográfico Provincial «Enrique Udaondo»: copia del decreto fundacional del museo de 1917, en placa de bronce ubicada en el Cabildo de Luján.
  - En el Cementerio: "Las Dolorosas" o "Plañideras" en el pórtico de entrada y "Cristo en la Cruz" en la Capilla.
  - Escuela N.º 12: busto de Domingo Sarmiento en yeso.
  - Escuela Normal Mixta Florentino Ameghino: busto del Intendente Municipal don Juan Bautista Barnech.
- Suipacha (Buenos Aires):
  - Monumento a José de San Martín en la Plaza Balcarce.
- Fortín Olavarría (Buenos Aires):
  - Busto de José de San Martín en la Plaza principal fechado en el año 1943.
- La Rioja: 
  - Monumento al indio Diaguita.
- Puerto Madryn (Chubut):
  - Monumento a los Galeses: ubicado en la rambla, recuerda la llegada de los primeros inmigrantes galeses a la región. La rambla es obra del arquitecto Tomislao F. Boric. Fue inaugurado el 28 de julio de 1965.

He concebido el monumento a los Galeses con una gran base que tiene la forma de un paralelepípedo ascendente. Sobre la parte superior he puesto una figura de mujer, de tres metros de altura, que simboliza el espíritu de la gesta galesa, en la cual las mujeres lucharon junto a los hombres, con incomparable sacrificio. En uno de los dos relieves, se evoca el desembarco. Encabeza el grupo de colonos el pastor, con la Biblia en la mano, seguido del grupo de hombres, mujeres y niños, que traen sus instrumentos de artesanía y labranza. El más viejo de los labradores, en actitud reverente, besa la tierra. A lo lejos, en el mar, se ve la silueta del velero Mimosa, que los trajo de su patria. El otro relieve representa al Tehuelche, hijo de la tierra, tendiendo su mano de paz a los recién llegados. Este detalle debe destacarse, pues el nativo de la Patagonia, lejos de obstaculizarlos, ayudó a los colonos, aleccionándolos en el conocimiento del medio.

- Monumento al Indio Tehuelche, ubicado en Punta Cuevas, al sur de la ciudad.
- Ciudad de Paraná (Entre Ríos):
  - La danza de la flecha: en la rotonda del cruce de las calles Intendente Bertozzi y Avenida Rivadavia. Se trata de una escultura de un indígena de dos metros de alto. Fue instalada en 1933. La obra recibió el Primer Premio en la Exposición Municipal de Buenos Aires de 1927 y al año siguiente una medalla de oro en Sevilla.[3]
- Provincia de Buenos Aires:
  - Monumento a la Serenidad:Por iniciativa del entonces director CR Francisco Reynolds se erigió en 1931, en el predio que ocupaba el Colegio Militar de la Nación en San Martín, el monumento a la Serenidad,  consagrado “a los cadetes que murieron siendo una bella esperanza de la patria”. Este cenotafio fue trasladado al edificio del Palomar, el 8 de diciembre de 1938 por el director CR Juan Nerón Tonazzi. En la ceremonia  se entronizó en el mismo una imagen de la Virgen del Carmen, “Patrona del Ejército de Los Andes”, a la que se designó como protectora del Colegio Militar. En el año 2004 por decisión del director CR Raúl Horacio Gallardo, se agregan al monumento dos esculturas de gran tamaño que representan a dos cadetes con equipo de combate, apoyados en un fusil Mauser cada uno, con la cabeza gacha en actitud de meditación. Todo el conjunto fue realizado por Luis Perlotti
  - Ciudad de Ramallo  Monumento a la Madre. Plaza central José María Bustos.
- Provincia de Santa Cruz:
- Bajorrelieve en Bronce "Juramento de la Bandera" 1944, en la escuela primaria N.º 19 Comandante Luis Piedrabuena de la ciudad de Río Gallegos.
- Busto de Luis Piedrabuena, 1958, ubicado en el patio de la escuela N.º 19 Comandante Luis Piedrabuena de la ciudad de Río Gallegos.